# Mont Maudit
De Mont Maudit is de vierde top van het Mont Blancmassief na de Mont Blanc (4807 m), Mont Blanc de Courmayeur (4748 m) en Picco Luigi Amedeo (4469 m).
De top ligt ongeveer twee kilometer ten noorden van de Mont Blanc. Vanaf de Mont Maudit stort de enorme gletsjer Ghiacciaio della Brenva zich omlaag richting het Valdostaanse Val Veny. De berg wordt vaak vanuit het noorden beklommen via de steile Kuffnerwand. Om de tocht te verkorten wordt meestal gebruikgemaakt van de kabelbaan naar de Aiguille du Midi.
De naam Mont Maudit (vervloekte berg) dateert nog uit de tijd dat de Mont Blanc Mont Mâlet heette (kwade berg). Deze laatste is echter in tegenstelling tot de Mont Maudit zijn negatieve naam na de achttiende eeuw kwijtgeraakt.

## Trivia
De Mont Maudit speelt een belangrijke rol in het boek Echo van Thomas Olde Heuvelt.